# Moorbrand im Emsland 2018

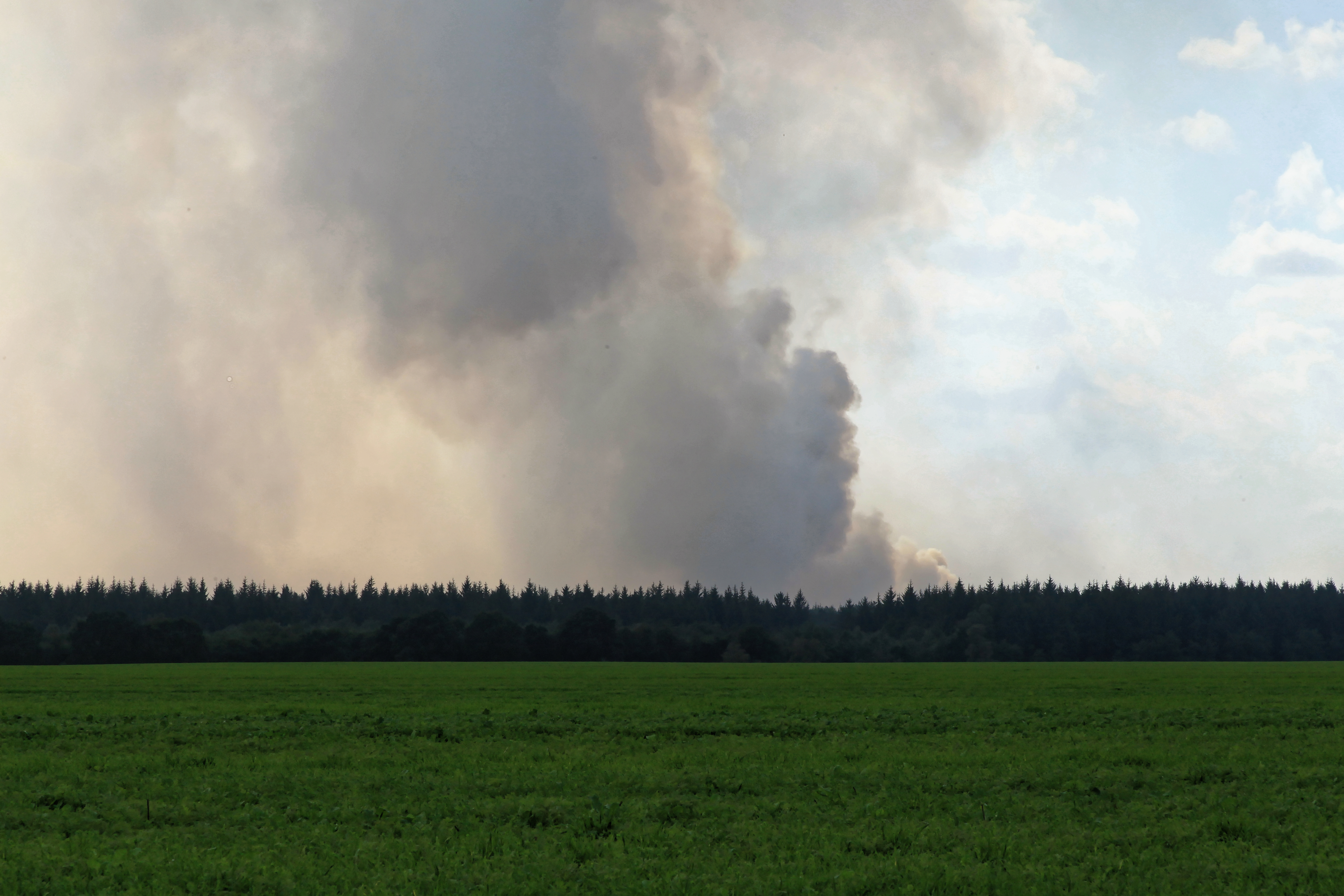
Rauchwolke bei Sögel am 19. September 2018

Der Moorbrand im Emsland 2018 – oder Moorbrand bei Meppen – war ein Großbrand nördlich der niedersächsischen Stadt Meppen auf dem Gelände der Wehrtechnischen Dienststelle 91 bzw. im Naturschutzgebiet Tinner Dose-Sprakeler Heide im September und Oktober 2018. Zur Brandbekämpfung auf 1000 Hektar Fläche waren in Spitzenzeiten gleichzeitig bis zu 1700 Feuerwehrleute, Angehörige des Technischen Hilfswerks, der Polizei, der Bundespolizei, der Rettungsdienste und der Bundeswehr im Einsatz.

## Verlauf

### Entstehung und Löschversuche der Bundeswehr

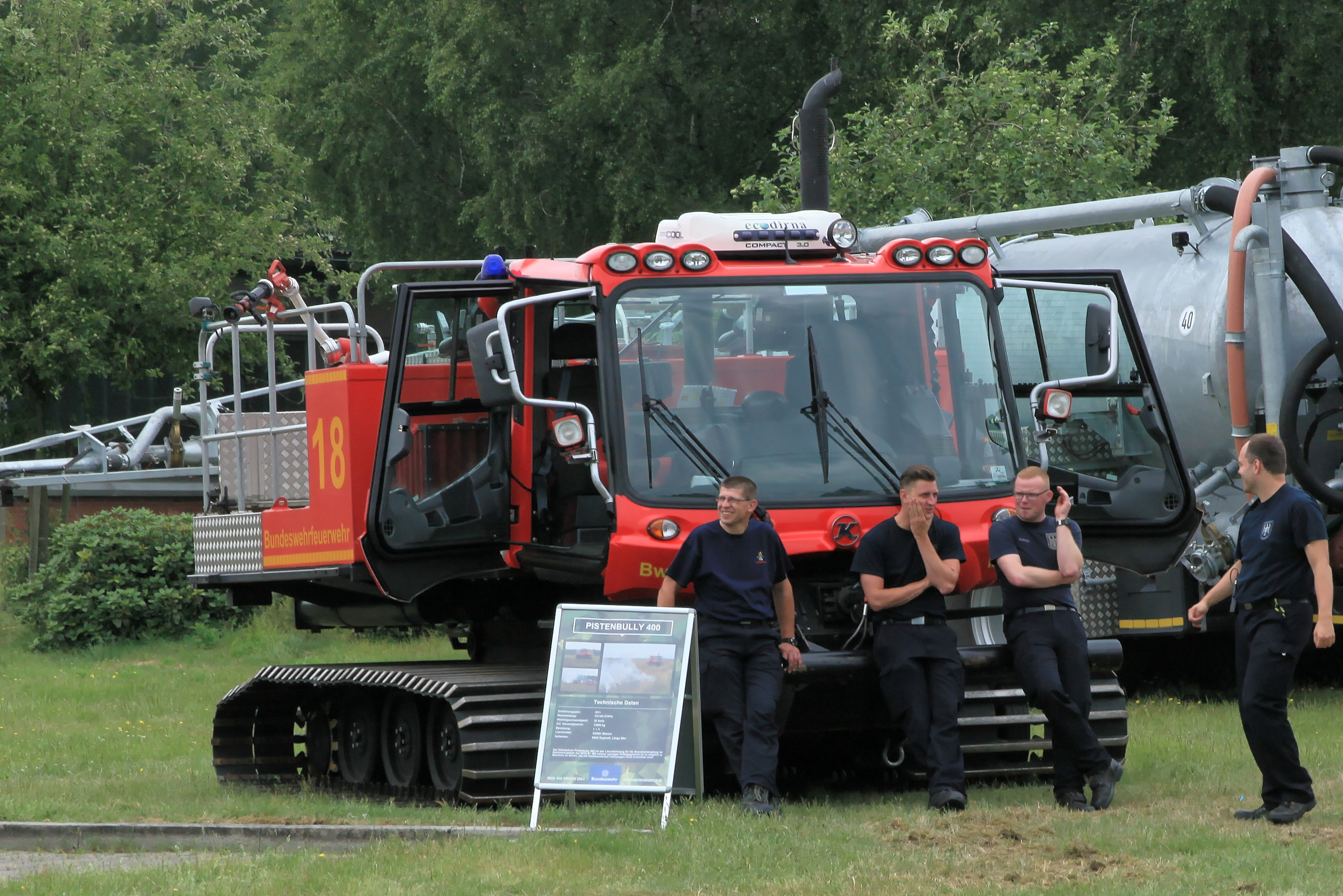
Löschraupe der WTD 91 am Tag der Bundeswehr 2018

Vom Unternehmen Airbus Helicopters wurden im Auftrag der Bundeswehr auch während der Trockenheit im europäischen Sommer 2018 auf dem Gelände der Wehrtechnischen Dienststelle (WTD) 91 bei Meppen Raketenerprobungen durchgeführt. Ab dem 28. August 2018 wurden im Rahmen einer mehrtägigen sogenannten Schießkampagne insgesamt 74 Raketen verschossen. Dabei wurde am Nachmittag des 3. September 2018 unabsichtlich eine Moorfläche durch ungelenkte 70-mm-Luft-Boden-Raketen, die ein Eurocopter Tiger abgefeuert hatte, in Brand gesetzt.
Die zuständigen Behörden des Landes Niedersachsen, inklusive Rettungsleitstelle des Landkreises Emsland und Freiwillige Feuerwehr Meppen, wurden am 3. September „über ein Brandereignis“ auf der WTD informiert, ohne dass ein Hilfeersuchen erging.
Die ansässige Bundeswehrfeuerwehr war als Brandsicherheitswache eingesetzt und begann unmittelbar mit der Brandbekämpfung.
Mit Einbruch der Dunkelheit wurden die Löscharbeiten aus Sicherheitsgründen unterbrochen, zu diesem Zeitpunkt waren laut Bundeswehr keine offenen Feuer erkennbar. Im Laufe der Nacht wurden dann bei Erkundungsfahrten Oberflächenfeuer entdeckt, die jedoch als „unter Kontrolle“ eingeschätzt wurden.
Mit einsetzendem Tageslicht wurden die Löscharbeiten am Morgen des 4. September wieder aufgenommen.
Eine zum Löschen eingesetzte Feuerlöschraupe Pistenbully 400 W mit rund 13 Tonnen Gewicht und 3.200 Litern Löschwasser, die sich besonders gut für diese Art des Geländes eignet, fiel während der Löschmaßnahmen gegen Mittag des 4. September mit einem technischen Defekt aus. Die zweite Löschraupe dieses Typs befand sich zu diesem Zeitpunkt ebenfalls nach einem technischen Defekt in der Werkstatt.
Infolge des Ausfalls erging ein erstes Hilfeersuchen, indem Hubschrauberunterstützung angefordert wurde. Noch am gleichen Tag kamen eine Sikorsky CH-53 der Luftwaffe und ein Super Puma der Bundespolizei mit Löschbehältern zum Einsatz, wobei die Feuerwehr Meppen zur Absicherung eingesetzt wurde.
Die am Vortag ausgefallene Löschraupe wurde bis zum Abend des 5. September instand gesetzt. Ab dem 6. September stand auch die zweite Löschraupe wieder zur Verfügung. Der Brand wurde durch aufgebaute Riegelstellungen und den Einsatz von Hubschraubern eingedämmt, konnte jedoch nicht gelöscht werden.
Der Wind drehte am Wochenende des 8. und 9. September 2018, sodass sich der Brand ausweitete. Der Funkenflug überwand die Riegelstellungen und breitete das Feuer weiter aus. Am selben Wochenende verunfallte ein Löschfahrzeug der Bundeswehrfeuerwehr, indem es von einem Damm rutschte und umkippte. Dabei kam es zu keinen Verletzten und es entstand geringer Sachschaden. Um die Löscharbeiten nicht zu stören, wurde das Fahrzeug erst einige Tage später geborgen.
Ab dem 10. September wurden die Brandschutzkräfte der Luftwaffe eingesetzt.
Der Brand war wegen des Südwestwindes am 11. September 2018 bis nach Oldenburg, Bremen und Hamburg zu riechen und sorgte für diverse Notrufe besorgter Bürger. Ab dem 12. September unterstützte die Feuerwehr Osnabrück die Löscharbeiten mit einer HFS-Hochleistungspumpe zur Löschwasserversorgung, deren Einsatz am Vortag beschlossen worden war.

### Großeinsatz ziviler Kräfte und Ausrufung des Katastrophenfalls

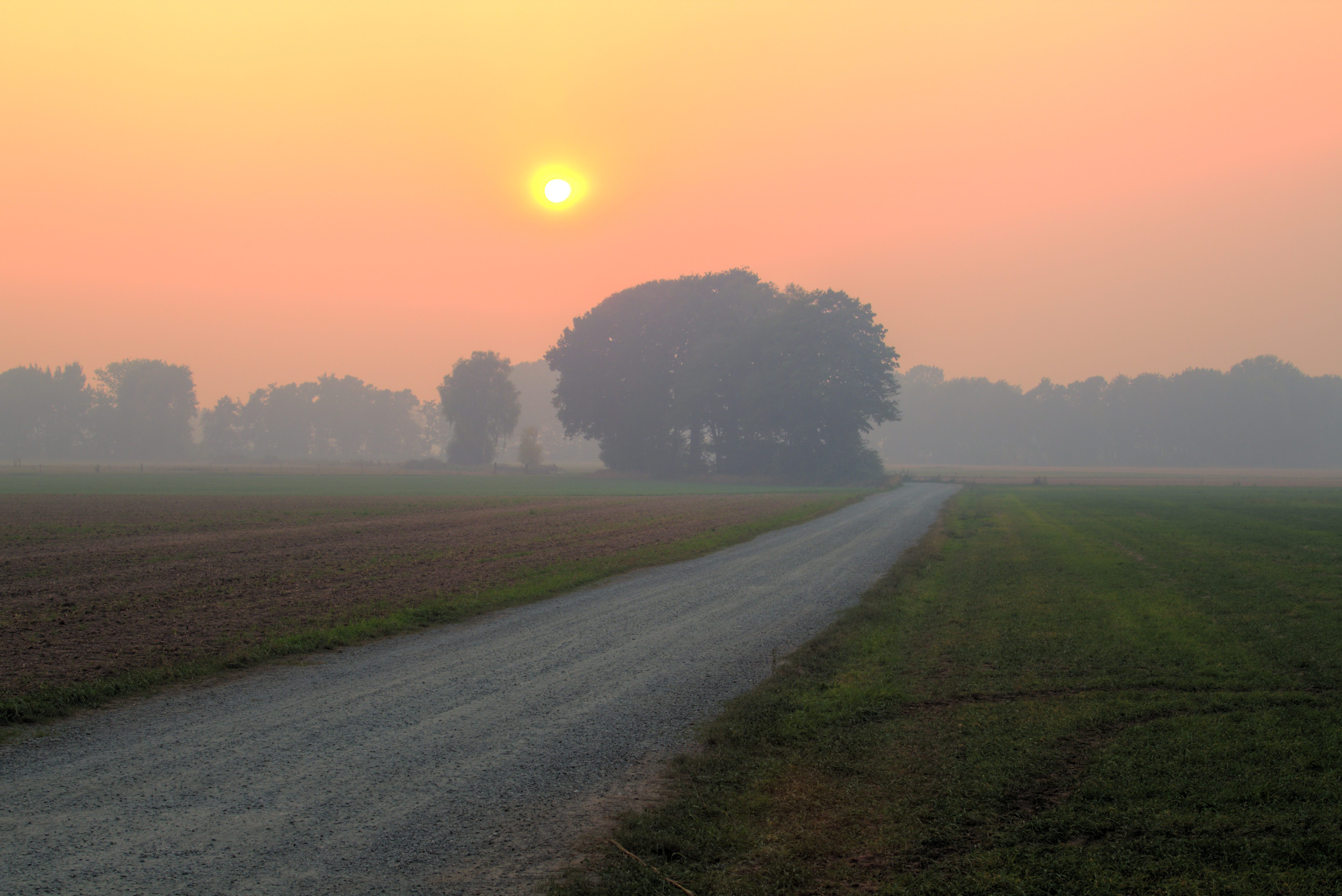
Sichtbehinderungen durch Brandrauch im rund 80 Kilometer entfernten Sandkrug am 18. September 2018

Das Aufklärungsbataillon 6 der Heeresaufklärungstruppe aus Eutin nahm am 13. September Aufklärungsflüge mit dem Drohnensystem EMT Aladin auf.
Aufgrund einer Anforderung der Bundeswehr wurden am 13. September 2018 Einsatzkräfte des THW alarmiert. Dies waren vor allem Fachgruppen Wasserschaden/Pumpen und Logistik, sowie einige Bergungsgruppen. Eine erste Besprechung, in der über die Ausbreitung des Brandes informiert wurde, fand zwischen der Bundeswehr und Vertretern des Bundeslandes Niedersachsen am Vormittag des 14. September 2018 statt. Zu diesem Zeitpunkt wurde vom Einsatz der Freiwilligen Feuerwehren abgesehen. Diese Einschätzung änderte sich am Nachmittag des gleichen Tages und es wurden die Feuerwehrbereitschaften des Emslandes alarmiert. Außerdem kamen weitere HFS-Pumpensysteme und Löschunterstützungsfahrzeuge der Feuerwehren Cloppenburg, Emden, Emsdetten, Friesoythe und Hannover zum Einsatz.
Erste Schadstoffmessungen fanden erst am 18. September 2018, 2 Wochen nach Brandausbruch, statt.
Am 19. September 2018 waren drei Pumpstrecken zur Löschwasserversorgung in Betrieb. Aus einem Fluss wurde Wasser auf die trockene Fläche gepumpt, um das Moor wieder zu vernässen und eine weitere Ausbreitung des Brandes zu stoppen. Ein Teil des Wassers wurde verwendet, um Tanklöschfahrzeuge zu füllen.
Am 21. September 2018 rief der Landkreis Emsland den Katastrophenfall aus. Die Bewohner der unmittelbar östlich des Brandes gelegenen Orte Stavern und Sögel sollten sich auf eine mögliche Evakuierung vorbereiten. Am 21. September 2018 übernahm das Spezialpionierregiment 164 die Gesamtleitung des Einsatzes.
Der wochenlang schwelende Brand weitete sich bis zum 22. September 2018 auf eine Fläche von zwölf Quadratkilometer aus und sorgte noch in mehr als 100 Kilometern Entfernung für Sichtbehinderungen, z. B. im Bereich der Stadt Bremen. Ab dem 22. September 2018 setzte die Bundeswehr Flugzeuge des Typs Tornado ein, die mit Infrarot-Wärmebildkameras unterirdische Glutnester lokalisieren sollten, um diese dann gezielt löschen zu können.

### Stabilisierung der Lage und Ende der Löscharbeiten
Der am 23. September 2018 einsetzende Regen verhinderte weitere Rauchentwicklungen. Durch den Regen und die Löscharbeiten gab es ab 24. September 2018 keine oberirdischen Feuer mehr.
Reinhard Winter hob in seiner Eigenschaft als der Landrat des Landkreises Emsland den Katastrophenfall am 27. September 2018 wieder auf.
Am 4. Oktober 2018 verkündete die Bundeswehr, dass die letzten zivilen Kräfte aus dem Einsatz ausgeschieden seien und die „alleinige Verantwortung“ nun wieder an die Bundeswehr übergegangen sei.
Die Bundeswehr gab am 10. Oktober 2018 mittags bekannt, dass der Brand vollständig gelöscht sei. Am Vortag hatte der Aufklärungsflug eines Tornados keine Glutnester mehr gezeigt.
Am 26. Oktober 2018 vermeldete die Bundeswehr, dass Aufklärungsflüge mit Drohnen eingestellt seien, aber die Brandwache der Bundeswehr noch einzelne Wärmequellen kühle.

## Eingesetzte Kräfte
Der Landesverband Niedersachsen des Deutschen Roten Kreuzes beendete seinen Einsatz mit 220 eingesetzten Kräften am 26. September 2018. Das DRK hatte zur Unterstützung der Feuerwehr einen Betreuungsplatz mit Unterbringung und Verpflegung für über 1200 Einsatzkräfte betrieben.
Zwischen dem 19. und dem 27. September waren mehr als 1100 Polizisten mit insgesamt 8000 Stunden im Einsatz. Direktionen aus Niedersachsen sowie Bereitschaftspolizei wurden im Hintergrund der potentiellen Evakuierungsmaßnahmen eingesetzt.
Nach dem Ende des eigenen Einsatzes vom 13. September bis 4. Oktober 2018 zog das THW Bilanz: 3250 Helfer aus der ganzen Bundesrepublik leisteten 200.000 Arbeitsstunden während des Moorbrandes. Vorherige Schätzungen des THW lagen zunächst bei 1900 Helfern mit 93.000 Arbeitsstunden.
Eine Gesamtzahl der eingesetzten Feuerwehrkräfte lag im Herbst 2018 noch nicht vor: Täglich bis zu 700 Feuerwehrleute aus ganz Niedersachsen wurden vom Feuerwehrverband Niedersachsen angegeben.

## Reaktionen

### Gesellschaft
Der Brand löste Kritik am Handeln und an der öffentlichen Kommunikation der Bundeswehr aus. Die Anwohner um die Wehrtechnische Dienststelle 91 kritisierten, dass sie nicht vor der Rauchentwicklung gewarnt worden seien. Auch die Feuerwehr Bremen beschwerte sich über fehlende Informationen seitens der Bundeswehr.
Mitte September wurde die Bürgerinitiative „Moorbrand 2018 – Wir helfen!“ gegründet, um den Einsatzkräften vor Ort zu danken und diese vor allem durch gespendete Lebensmittel zu unterstützen. Durch deren Organisation über das soziale Netzwerk Facebook und die Berichterstattung in den Medien wuchs die Gruppe in wenigen Tagen auf über 3000 Unterstützer. Mit einem Fest in Stavern wurde die Spendenaktion „Moorbrand 2018 – Wir helfen“ am 24. November 2018 feierlich beendet.

### Politik
Der niedersächsische Ministerpräsident Stephan Weil (SPD) sagte: „Wenn ich ehrlich sein soll – ich wäre gar nicht auf die Idee gekommen, nach diesem trockenen Sommer ausgerechnet im Moor Schießübungen zu veranstalten.“ Weil machte sich am 22. September 2018 einen Eindruck von der Situation vor Ort.
Der niedersächsische Landtagsabgeordnete Christian Meyer (Bündnis 90/Die Grünen) erstattete für seine Fraktion wegen fahrlässiger Brandstiftung Strafanzeige gegen die Bundeswehr.
Der Landesvorsitzende der CDU in Niedersachsen, Bernd Althusmann, schlug am 25. September 2018 eine Auszeichnung der Helfer durch eine Moorbrand-Medaille 2018 vor. Diese Medaille wäre vergleichbar mit der niedersächsischen Gedenkmedaille aus Anlass der Waldbrandkatastrophe im August 1975 oder der sächsischen Gedenkmedaille Waldbrandkatastrophe Weißwasser 1992. Althusmann versprach, sich für die Stiftung einer solchen Auszeichnung in der Landesregierung einzusetzen, weil es sich wegen „der Gefährlichkeit, des Umfangs, der Dauer und der Anzahl der Helfer des Löscheinsatzes“ um einen „Katastrophenfall mit landesweiter Bedeutung“ handele. Eine Moorbrand-Medaille wurde nicht gestiftet: Die Landesregierung entschied sich 2019 zur Verleihung einer Urkunde mit einem Dankesschreiben. Das Verteidigungsministerium ließ eine Münze – einen so genannten „Coin“ – „Brandbekämpfung Moorbrand Meppen 2018“ als Dank anfertigen, die anlässlich eines Dorffestes in Stavern am 6. April 2019 zum ersten Mal vergeben wurde. Insgesamt wurden etwa 12.000 Gedenkmünzen ausgegeben.
Bundesverteidigungsministerin Ursula von der Leyen (CDU) besuchte am 22. September 2018 Meppen und die WTD 91 und entschuldigte sich für den Moorbrand auf dem Bundeswehrgelände. Der Wehrbeauftragte des Bundestags, Hans-Peter Bartels (SPD), sah in der Entstehung des Brandes einen Hinweis auf große Mängel bei der Ausrüstung der Bundeswehr. Er bezeichnete die Ausrüstung als teils marode.

### Bundeswehr
Der stellvertretende Leiter der Wehrtechnischen Dienststelle, Thomas Mályusz, behauptete, ein Moorbrand wäre bei anhaltender Hitze auch ohne Raketenbeschuss zu erwarten gewesen. Dabei verwies er auf Wikipedia.
Der Technische Regierungsdirektor der WTD, Dieter Gröninger, äußerte, dass man das Restrisiko für einen größeren Brand nach einer Gefahrenanalyse für gering gehalten habe. Laut der Meppener Tagespost habe die WTD den Test auch vor dem Hintergrund durchgeführt, Beschaffungsprojekte der Bundeswehr nicht verzögern zu wollen.
Laut einem anderen Vertreter der Wehrtechnischen Dienststelle 91 sei man sich der erhöhten Brandgefahr bewusst gewesen.

## Folgen

### Folgen für Klima und Umwelt
Nach Angaben der Bundesregierung wurden 1000 Hektar Moor zerstört. Der Brand ging bis in eine Tiefe von 60 cm.
Der Naturschutzbund Deutschland (NABU) schätzte, dass etwa 500.000 Tonnen jahrtausendelang im Boden gespeichertes CO2 freigesetzt wurden, was etwa der Menge entspricht, die 50.000 Bundesbürger durchschnittlich im Jahr verursachen. Der NABU ging dabei aber nur von fünf Quadratkilometern (500 Hektar) betroffener Fläche aus.
Auf dem Gelände der WTD 91 wurde bei früheren Versuchen möglicherweise uranhaltige NATO-Munition verschossen. Laut Bundeswehr sollte die Strahlenmessstelle Süd überprüfen, ob Einsatzkräfte einer Strahlenbelastung ausgesetzt gewesen sein könnten. Mögliche Konzentrationen des Giftes Quecksilber aus NVA-Geschossen auf dem Gelände sind ebenfalls unbekannt. Es wurde Anfang Oktober 2018 zudem bekannt, dass einige Werte von Luftmessungen, auf die sich die Bundeswehr und der Landkreis berufen hatten, tatsächlich nie gemessen wurden.
Das Verteidigungsministerium versprach das Anlegen eines mehr als zehnjährigen Monitorings, um Lebensraumtypen, Biotope und Artenvorkommen zu beobachten und daraus mittel- und langfristig erforderliche Maßnahmen abzuleiten.

### Kosten und finanzielle Schäden
Das Bundesamt für Infrastruktur, Umweltschutz und Dienstleistungen der Bundeswehr richtete eine Schadensstelle ein, bei der sich Betroffene bis Mitte November 2018 wegen entstandener Schäden melden konnten. Über 230 Personen reichten Anträge auf Schadenersatzzahlungen ein.
40 Landwirte aus der Region gaben Meldungen über Ernteausfälle und andere landwirtschaftliche Schäden an das zuständige Landvolk weiter.
Im Abschlussbericht des Verteidigungsministeriums werden die Gesamtkosten für Brandbekämpfung und Schadensbegleichung mit rund acht Millionen Euro beziffert. Nach Schätzungen des Greifswalder Moorzentrums könnten sich die Folgekosten auf 80 bis 120 Millionen Euro belaufen.
| Kostenart                                                    | Höhe           | Bemerkung |
| ------------------------------------------------------------ | -------------- | --- |
| Schadenersatz an Privatpersonen                              | 95.997,98 €    | insgesamt 292 Anträge seit 1. Oktober 2018 beim Bundeswehrdienstleistungszentrum (BwDLZ) Leer und Bundesamt für Infrastruktur, Umweltschutz und Dienstleistungen der Bundeswehr (BAIUDBw) |
| Schadenfälle aus der Landwirtschaft                          | 240.907,00 €   | registriert bei der Vereinigung des Emsländischen Landvolkes e. V., beglichen durch das BAIUDBw, vermutlich noch steigend aufgrund noch laufender Begutachtungen                          |
| Sachverständiger                                             | 45.222,38 €    | öffentlich bestellter, vereidigter Sachverständiger für Begutachtungen der Schäden der Landwirtschaft im Auftrag der Bundeswehr                                                           |
| Amtshilfeleistung THW                                        | 1.344.514,19 € | Zahlung erfolgte unter dem Vorbehalt der Rückforderung |
| Amtshilfeleistung Zentrale Polizeidirektion Niedersachsen    | 60.202,75 €    | |
| Amtshilfeleistung Landkreis Emsland                          | 2.992,85 €     | |
| Amtshilfeleistung Gemeinde Stavern                           | 2.618,27 €     | |
| Amtshilfeleistung Kreisverband der Wasser- und Bodenverbände | 2.165,30 €     | |
| Amtshilfeleistung Stadtwerke Meppen                          | 134,85 €       | |
| Kompensation für freigesetztes Treibhausgas                  | ?              | noch nicht beendete Treibhausgasberechnungen durch das Umweltbundesamt sowie das Thünen-Institut                                                                                          |
| Renaturierung                                                | ?              | ergeben sich aus dem eingeleiteten Monitoringprogramm, Kosten derzeit noch nicht abschätzbar                                                                                              |
| Aufwand der Bundeswehr                                       | 2.600.000,00 € | kein exakter Wert, enthält rund 144.600 Arbeitsstunden von Bundeswehrangehörigen, Einsatz des für die Brandbekämpfung erforderlichen Gerätes                                              |
| Fremdleistung Liegenschaftsbewirtschaftung                   | 883.208,23 €   | |
| Materialverbrauch Liegenschaftsbewirtschaftung               | 728.353,50 €   | |
| Betriebsstoffe (vorrangig Diesel)                            | 481.545,60 €   | |
| Verbrauchsmittel                                             | 415.545,31 €   | |
| Geschäftsbedarf                                              | 324.765,98 €   | |
| Miete, Pacht (vorrangig Hotelunterbringung)                  | 240.373,56 €   | |
| Miete Maschinen/Geräte                                       | 107.480,24 €   | |
| Sonstiges                                                    | 311.094,89 €   | |
| Gesamtkosten                                                 | 7.900.000,00 € | Kosten der eingesetzten Geräte sowie die beschafften Güter und Dienstleistungen, geleistete Schadensersatzforderungen und Forderungen im Rahmen der Amtshilfe                             |

Ein Jahr nach dem Brand bezifferte die Bundeswehr die Gesamtkosten auf rund 16,5 Mio. Euro. An Privatpersonen sei bis Ende August 2019 Schadenersatz in Höhe von zusammen 128.000 Euro geleistet worden, an Landwirte seien insgesamt 505.500 Euro gezahlt worden. Für die Amtshilfe externer Einsatzkräfte seien Zahlungen von zusammen rund 7 Mio. Euro an die beteiligten Kommunen, das THW, das Rote Kreuz sowie die Landespolizei Niedersachsen geleistet worden.

### Einstellung und Wiederaufnahme des Schießbetriebes
Nach dem Brandausbruch wurde der Testbetrieb der WTD 91 bis auf weiteres komplett eingestellt. Dies hatte Auswirkungen auf Beschaffungsprogramme der Bundeswehr, z. B. der Einführung der sogenannten Vulcano-Munition im Kaliber 127 mm für die Bordgeschütze der Fregatten der Deutschen Marine. In der Antwort auf eine Kleine Anfrage der Fraktion FDP im Deutschen Bundestag bezifferte die Bundesregierung die durch den Moorbrand verursachte Verzögerung bei der Einführung der Munition auf rund 18 Monate.
Die Wiederaufnahme des Schieß- und Sprengbetriebes an der WTD 91 erfolgt anhand eines 5-Phasen-Modells:
- Phase 1: Labortätigkeiten
- Phase 2: Schießen in geschlossenen und gedeckten Stellungen (z. B. Kleinkaliberstand)
- Phase 3: Schießen mit Zielflächen außerhalb der Flächen mit erhöhtem Brandrisiko (Moor) im Kernbereich der WTD
- Phase 4: Schießen mit Zielflächen außerhalb der Flächen mit erhöhtem Brandrisiko (Moor) außerhalb des Kernbereichs der WTD
  - Phase 4.1: Zielflächen nördlich des Moorbereichs und südlich der so genannten Linie 24.000
  - Phase 4.2: Zielflächen nördlich der so genannten Linie 24.000
- Phase 5: uneingeschränkter Schießbetrieb

Jede Phase baut auf der vorherigen auf und ist mit Voraussetzungen verbunden, die einer vorausgehenden Prüfung und Genehmigung bedarf.
Am 26. November 2018 wurde mit Phase 1 begonnen, die am 27. Februar 2019 auf die Phasen 2 und 3 ausgeweitet wurde. Eine weitere Ausweitung auf die Phase 4 erfolgte am 26. August 2019 (4.1) beziehungsweise am 27. April 2020 (4.2).
Am 17. Juli 2024 meldete das Bundesamt für Ausrüstung, Informationstechnik und Nutzung der Bundeswehr die geplante Aufnahme des vollumfänglichen Schieß- und Erprobungsbetriebes ab 1. August 2024, da laut Bundesministerium der Verteidigung, „alle Maßnahmen, die aus dem Moorbrandereignis im Jahr 2018 abgeleitet und in Folge konsequent umgesetzt wurden, als erfüllt“ gelten.

### Verbesserung des Brandschutzes
Zur Verbesserung des Brandschutzes hat die Bundeswehr die Beschaffung von zwei zusätzlichen Löschfahrzeugen für den Standort beschlossen. Im September 2021 wurde die Bestellung von zwei Löschraupen bekanntgegeben, die auf dem Modell Bronco 3 von ST Engineering basieren. Damit stehen der WTD 91 künftig vier auf die Moorlandschaft spezialisierte Löschfahrzeuge zur Verfügung. Daneben wurden seit dem Brand weitere, fernsteuerbare Raupenfahrzeuge mit wechselbaren Aufbauten in Betrieb genommen, die neben dem Einsatz für Transportaufgaben auch bei Löscheinsätzen unterstützen können. Dabei handelt es sich um Raupen des ortsansässigen Maschinenherstellers Bergmann.
Weitere Maßnahmen umfassen die Wiedervernässung und die Anlage zusätzlicher Löschwasserbrunnen und Brandschneisen, um mögliche zukünftige Brände besser unter Kontrolle bringen zu können. Dabei werden Blindgänger im Bereich der Schneisen geräumt. Am 22. September 2021 kam es nach der Sprengung von Munitionsresten zu einem Zwischenfall, als vier Mitarbeiter der WTD 91 und zwei Angehörige des Kampfmittelbeseitigungsdienstes unter Atembeschwerden litten und ins Krankenhaus gebracht werden mussten. Da die Beschwerden der Verletzten schnell abklangen, ging die Bundeswehr davon aus, dass Tränengas aus den Kampfmitteln ausgetreten war. Die Munitionsreste auf dem Gelände stammen teils noch aus der Zeit des Ersten Weltkriegs.
Laut einer Pressemitteilung des Bundesamtes für Ausrüstung, Informationstechnik und Nutzung der Bundeswehr aus Juli 2024 sind seit dem Moorbrand im Jahr 2018 etwa 15 Millionen Euro zur Verbesserung des Brand- und Naturschutzes der WTD 91 investiert worden.

## Aufarbeitung

### Abschlussbericht des Verteidigungsministeriums
Aus dem Abschlussbericht des Verteidigungsministeriums geht hervor, dass materielle, personelle und organisatorische Mängel zu dem Zwischenfall führten:

„Bei der umfassenden Aufarbeitung des Moorbrandes wurden […] Mängel identifiziert, die unter anderem materielle, personelle organisatorische und Ausbildungsdefizite betreffen. Zusätzlich wurde die Brandentwicklung durch die Verkettung von weiteren Umständen mit negativen Auswirkungen, wie der Ausfall von Feuerwehrlöschgerät, auffrischenden Winden falschen Einschätzungen begünstigt.“

Speziell wurde dort mangelhafte und unklare Kommunikation innerhalb der Hierarchie der Bundeswehr und ebenso in der Zusammenarbeit mit zivilen Organisationen wie den freiwilligen Feuerwehren und dem Technischen Hilfswerk bemängelt.

### Ermittlungsverfahren
Die Staatsanwaltschaft Osnabrück begann Ermittlungen gegen Unbekannt wegen des Anfangsverdachts der fahrlässigen Brandstiftung. Die Staatsanwaltschaft und die Polizei durchsuchten am 20. September 2018 die Wehrtechnische Dienststelle und stellten Unterlagen sicher. Am 13. Juli 2021 bestätigte das Niedersächsische Ministerium für Umwelt, Energie, Bauen und Klimaschutz auf Nachfrage, dass der Staatsanwaltschaft Osnabrück inzwischen ein Sachverständigengutachten vorliegt, aus dem sich ein Anfangsverdacht wegen fahrlässiger Brandstiftung ergibt.
Im Dezember 2021 erhob die Staatsanwaltschaft Anklage gegen drei Beschäftigte der WTD 91 vor dem Landgericht Osnabrück. Zwei der Mitarbeiter waren zu dem Zeitpunkt nicht mehr bei der WTD beschäftigt und keiner der drei gehörte zur Führungsebene der Dienststelle.
Das Landgericht Osnabrück ließ die Anklage jedoch schließlich nicht zu, womit das Verfahren ohne Prozess endete.

## Galerie

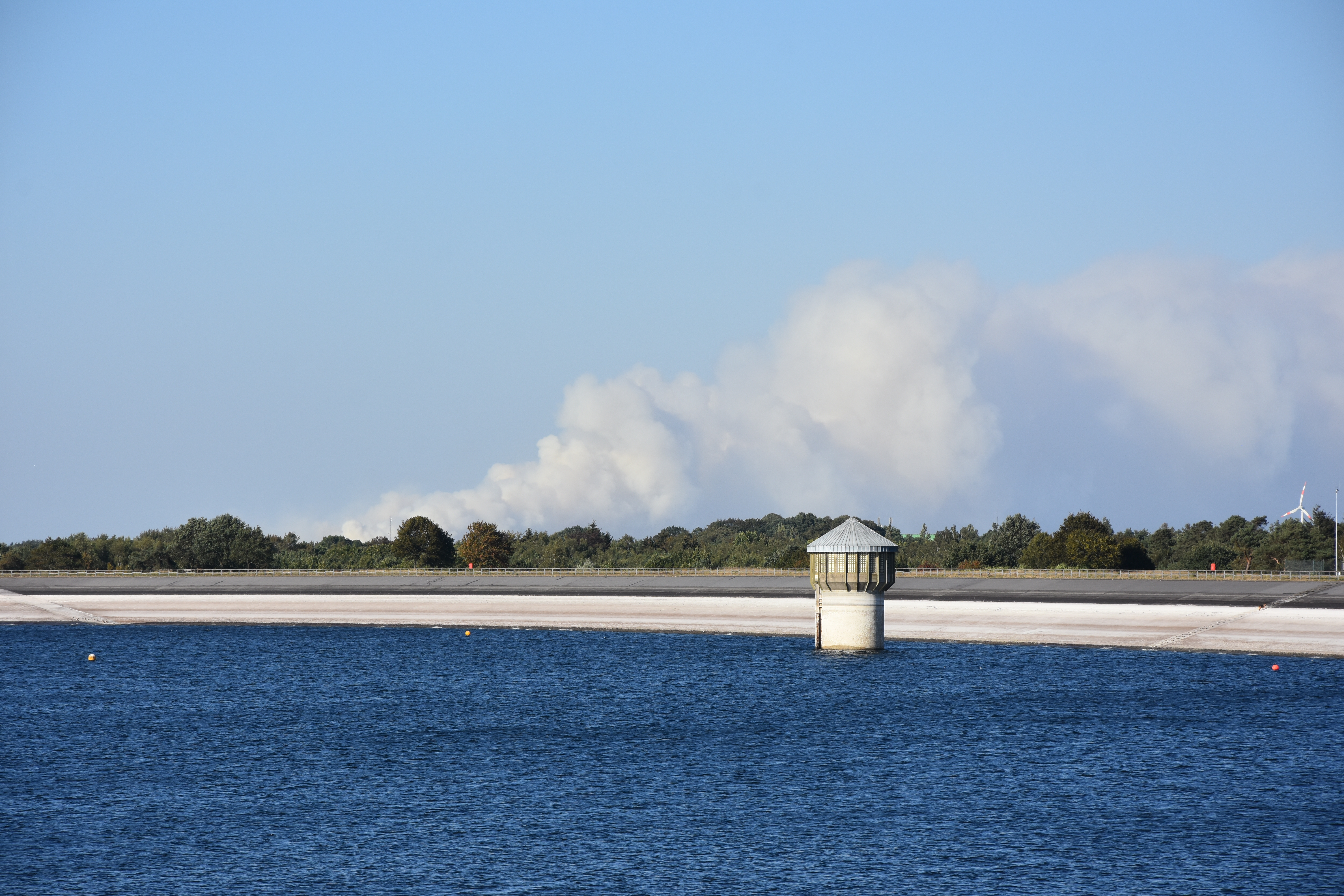
Rauchwolke am südwestlichen Ufer des Speicherbeckens in Geeste
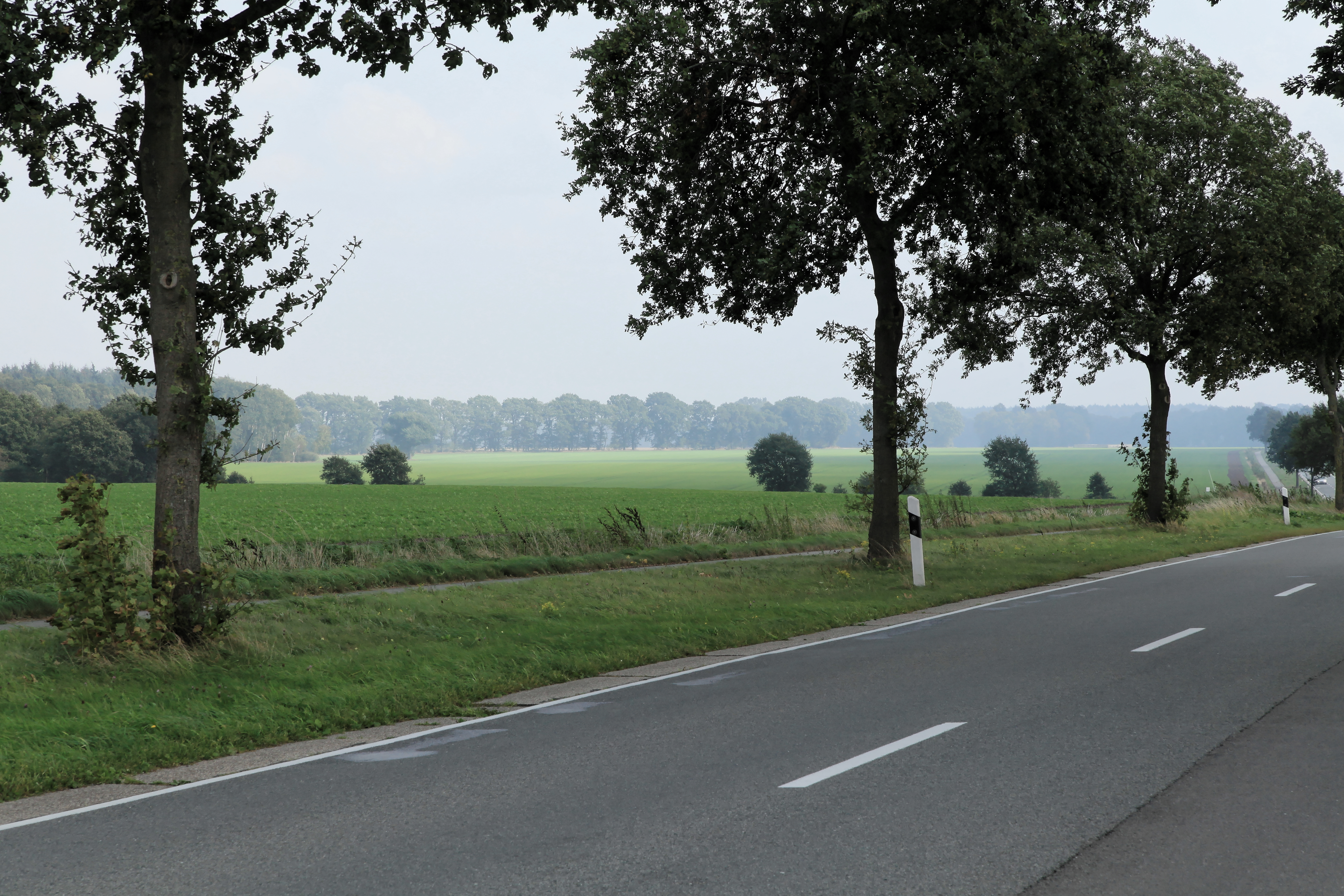
Rauch über den Feldern an der L 53 in Lathen
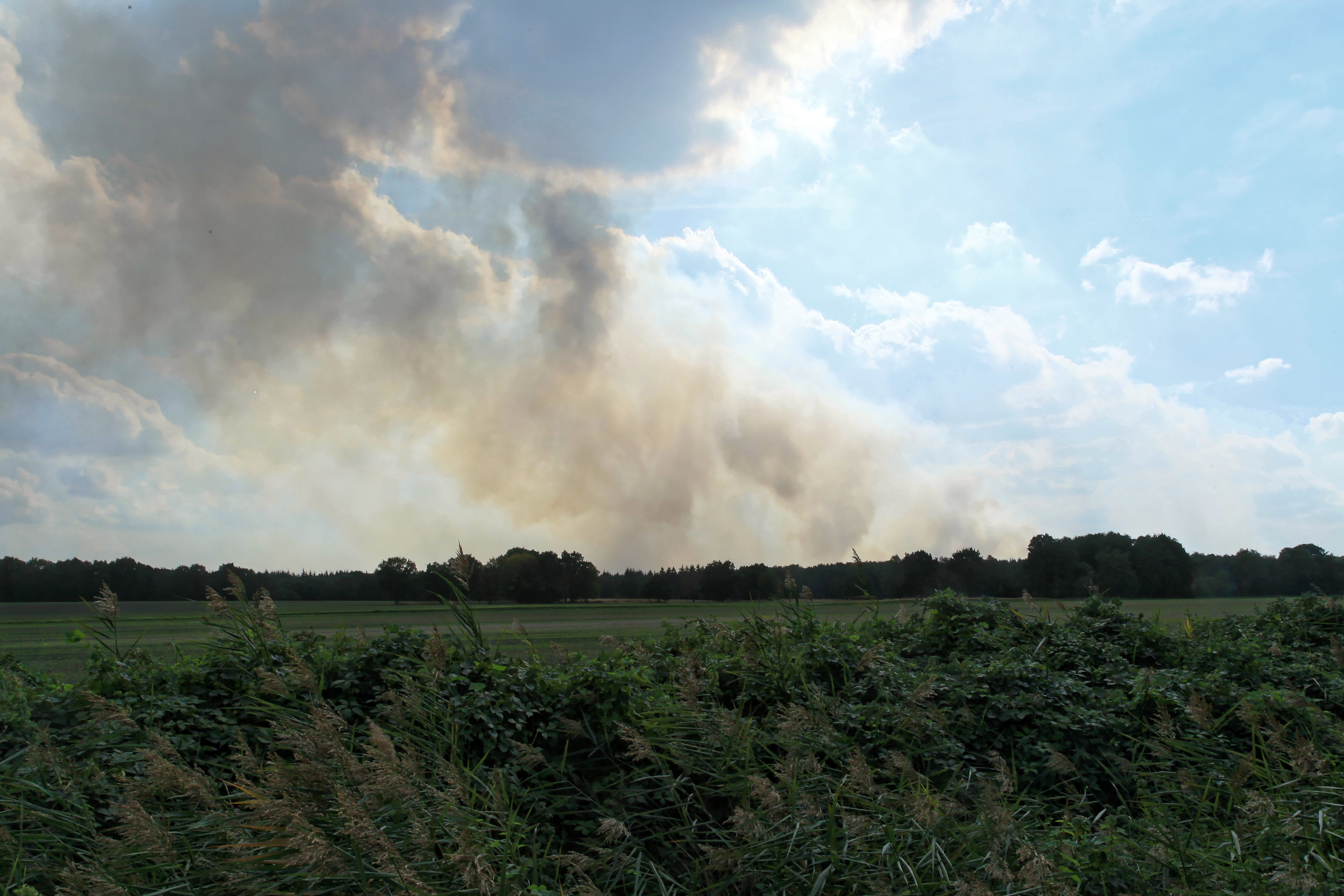
Rauch über den Feldern bei Lathen